# Nuevo Progreso (Tamaulipas)
Nuevo Progreso is een plaats in de Mexicaanse deelstaat Tamaulipas. Nuevo Progreso heeft 393 inwoners en is gelegen in de gemeente Nuevo Laredo.
Nuevo Progreso ligt dicht bij de grens van Texas, Verenigde Staten. De Progreso International Bridge verbindt de stad met Progreso Lakes.